# Dolní Vilímeč
Dolní Vilímeč település Csehországban, a Jihlavai járásban. Dolní Vilímeč Červený Hrádek, Nová Říše, Zvolenovice, Vystrčenovice és Strachoňovice településekkel határos. Lakosainak száma 98 fő (2024. január 1.).

## Népesség
A település lakosságának változását az alábbi diagram mutatja:
| Lakosok száma | 221  | 213  | 234  | 143  | 115  | 91   | 100  | 98   | 99   | 98   |
|               | 1869 | 1900 | 1921 | 1961 | 1980 | 2011 | 2016 | 2019 | 2021 | 2024 |